# 다비트 바루페트
다비트 바루페트 이 보필(카탈루냐어: David Barrufet i Bofill, 1970년 6월 4일~)은 스페인의 전직 핸드볼 선수로 선수 시절 포지션은 골키퍼였다. 1988년 18세의 나이로 스페인 프로 핸드볼팀인 FC 바르셀로나에 입단하여 주전 골키퍼로 활동했다. 그는 은퇴할 때까지 바르셀로나에서만 뛰었으며, 바르셀로나 소속으로 리가 아소발에서 11번 우승, 코파 델 레이 8번 우승, EHF 챔피언스리그 7번 우승을 달성했다. 2001년과 2002년에는 국제 핸드볼 연맹(IHF) 최우수 골키퍼로 선정되었다.
국제 대회에서는 스페인 핸드볼 국가대표팀의 일원으로 활동했으며, 1990년부터 2009년까지 A매치 280경기 출전했다. 올림픽에서 동메달 2개, 세계 선수권 대회에서 우승 1회, 유럽 선수권 대회에서 은메달 3개, 동메달 1개, 지중해 게임 금메달 1개를 획득했다.